# Honest de Nimes
Honest fou un predicador cristià del segle iii, prevere de Nimes. Se'n conserven poques dades fiables sobre la seva existència i podria tractar-se d'una figura llegendària, sense existència real. De fet, la cristianització de Pamplona és posterior a la seva suposada vida i, en el cas que fos real, no hauria tingut la repercussió que li atribueix la tradició: possiblement, aquesta part de la llegenda sigui una invenció a partir d'un Honest real, que potser va predicar a Nimes. És possible que la llegenda es creés per a justificar el patronatge del sant i vincular-lo a la ciutat, a més de relacionar-ho també amb la història de Sant Fermí.

## Hagiografia
Honest era originari de Nimes, noble segons la llegenda. Sense fonament històric, és que va ser batejat per Sadurní de Tolosa, que, arribat de Roma, començava el seu viatge de predicació. Junts, van continuar el viatge per a evangelitzar la Gàl·lia. A Carcassona, el prefecte romà els empresonà però un àngel els alliberà. Honest va continuar fins a Pompelon (actual Pamplona), on va aconseguir atraure's el senador Ferm (Firmus), que o bé vivia a la ciutat o als seus voltants, o era un dels integrants de l'aristocràcia latifundista de la zona (que llavors residien habitualment en les ciutats) probablement per mitjà de la seva esposa Eugènia. L'esmentat senador va demanar a Honest que fes venir a Pamplona al mateix Sadurní, no se sap per què. Quan aquest hi arribà, van convertir el senador romà Ferm i la seva esposa, entre altres ciutadans, a més dels senadors Fortunat i Faustí (dos altres terratinents de la zona, potser vinculats familiarment a Firmus) i uns milers de bascons (entre deu mil i quaranta mil segons diverses fonts poc rigoroses), entre els quals hi ha el 
fill del senador, Fermí.
Honest va formar Fermí i va continuar predicant a la regió; envià Fermí a Tolosa de Llenguadoc, des d'on marxaria cap al nord i esdevindrà bisbe d'Amiens i, canonitzat, serà Sant Fermí. És improbable que la conversió tingués el caràcter massiu que se li atribueix a la llegenda. De fet Pompelon no va reunir un nombre significatiu de fidels com per tenir bisbat i Honest va seguir actuant a la zona més com un predicador que com un dirigent espiritual local.
Segons algunes fonts, Honest va marxar, ja vell, a Tolosa, on morí pacíficament; altres fonts diuen que Honest va ser martiritzat a Pamplona durant la persecució d'Aurelià, cap al 270.

## Veneració
La devoció neix a Navarra cap al 1187, quan hi arriba la relíquia de Sant Fermí. Abans, només era venerat a França, on alguns temples deien conservar-ne relíquies: Saint-Denis de Chatre, l'abadia de Yerres (a Versalles) o Sant Serni de Tolosa.
Va ser considerat Apòstol de Navarra i el País Basc.